# 아마존 앱스토어
아마존 앱스토어(영어: Amazon Appstore for Android)는 아마존닷컴이 운영하는 안드로이드 운영 체제용 앱 스토어이다. 2011년 3월 22일에 열렸으며 200여곳의 나라에서 이용할 수 있게 되었다. 개발자들은 앱 또는 인앱 구매의 가격 중 70%를 받는다.
2011년 9월 28일, 아마존은 킨들 파이어 태블릿을 런칭했다. 아마존 생태계의 미디어 소비를 위해 설계된 태블릿은 마켓플레이스용으로 구글 플레이를 삼가고 아마존 앱스토어에만 전적으로 의지한다. 태블릿의 사용자 인터페이스와 더 잘 연동하기 위해 태블릿은 아마존 앱스토어를 위해 새로 설계되었다.
2014년 6월 18일, 블랙베리는 아마존과의 공식 관계를 발표하였으며, 블랙베리 10.3에 아마존 앱스토어로의 접근을 포함시켰다.
2021년 6월 24일, 마이크로소프트 차세대 윈도우 발표회에서 윈도우 11의 마이크로소프트 스토어에서 아마존 앱스토어 연동되는 장면이 공개되었다. 따라서 윈도우도 안드로이드 앱을 실행시킬 수 있다.

## 같이 보기
- 앱 스토어 (iOS)
- 구글 플레이
- 블랙베리 월드
- 마이크로소프트 스토어